# Смирнов, Пётр Алексеевич (духовный писатель)
Пётр Алексеевич Смирнов (1856 — не ранее 1918) — духовный писатель

.

## Биография
Родился в селе Усердино Тамбовского уезда Тамбовской губернии в семье псаломщика.
Окончил в 1872 году 1-е Тамбовское духовное училище, в 1878 году по I разряду Тамбовскую духовную семинарию, в 1882 году со степенью кандидата богословия Киевскую духовную академию. преподавал с 1882 года греческий язык в Тамбовском духовном училище. С 1883 года — преподаватель латинского языка и гражданской истории в Тамбовской духовной семинарии,  с 1884 года член её правления. 
В 1887 году был произведён в чин коллежского асессора. С 1888 года помощник смотрителя 2-го Тамбовского духовного училища, надворный советник.
С 1 февраля 1890 года был смотрителем Шацкого духовного училища, состоял председателем комиссии по постройке его нового здания, членом совета Попечительства о бедных учениках, а также членом Шацких отделений епархиального училищного совета. Позже — член Тамбовского миссионерского Казанско-Богородичного братства, коллежский советник (1892), ревизор уездных церковно-приходских школ (1891), статский советник (1904); был преподавателем педагогики и дидактики в Шацкой женской гимназии (1906) и инспектором классов в епархиальном женском училище (1914).
Автор очерков истории Шацкого духовного училища и самой достоверной на тот момент биографии Феофана Затворника.
В 1917 году как мирянин от Тамбовской епархии был избран членом Поместного собора Православной российской церкви, участвовал в 1-й и 3-й сессиях, член II, III, XIII, XV отделов.

## Семья
Жена — дочь священника Лариса Дмитриевна Романовская; их дети: Елизавета, Ольга, Борис, Александра, Анна, Петр, Константин.

## Награды
Награждён орденами Св. Станислава III (1887) и II (1899) степени, Св. Анны III (1893) и II (1905) степени.